# Fehlerspeicher
Der Fehlerspeicher ist Teil eines Steuergeräts moderner Fahrzeuge, die eine OBD-Schnittstelle besitzen. Er speichert die Aufzeichnung von Störungen oder technischen Defekten im KFZ.
Dazu prüfen die Steuergeräte die bei ihnen einlaufenden Messwerte beispielsweise auf Plausibilität ihrer Zahlenwerte oder prüfen sie konkret auf mögliche Fehler wie beispielsweise Sensorunterbrechung, Kurzschluss des Sensors gegen Masse oder Kurzschluss des Sensors gegen Plus. Ein Beispiel anderer Fehlerarten, die nicht in der Bordelektronik selbst begründet sind, ist ein länger andauernder Motorölmangel.
Dabei erkannte Fehler werden nichtflüchtig gespeichert, wozu meistens EEPROMs verwendet werden. Jedes Steuergerät speichert dabei nur seine eigenen Fehler, es existieren in einem Fahrzeug also in Wirklichkeit eine ganze Reihe voneinander unabhängige Fehlerspeicher.
Bei den zu speichernden Fehlern wird zwischen statischen und sporadischen Fehlern unterschieden. Der Unterschied ist, dass sporadische Fehler wieder automatisch gelöscht werden, wenn sie über eine bestimmte Anzahl (z. B. 50) von Fahrzyklen (hier im Sinne von Zündung ein- und wieder ausschalten) nicht mehr auftraten. Im Fehlerspeicher werden dazu entsprechend individuell für jeden möglichen Fehler Fahrzykluszähler mitgeführt.
In Kfz-Werkstätten kann der Fehlerspeicher mit Hilfe von Diagnose-Testern, Datenloggern und Fahrzeugdiagnosesystemen ausgelesen werden, um so die Fehlerdiagnose zu verkürzen. Je nach Fahrzeug werden dabei entweder automatisch alle vorhandenen Steuergeräte abgefragt, oder sie müssen einzeln von Hand angesprochen werden. Nach der Behebung der Störung wird der Fehlerspeicher zurückgesetzt oder gelöscht.